# Lista de municípios da Região Geográfica Intermediária de Guarapuava por população
Lista de municípios da Região Geográfica Intermediária de Guarapuava por população de acordo com o IBGE, com os municípios sede de regiões imediata em negrito.

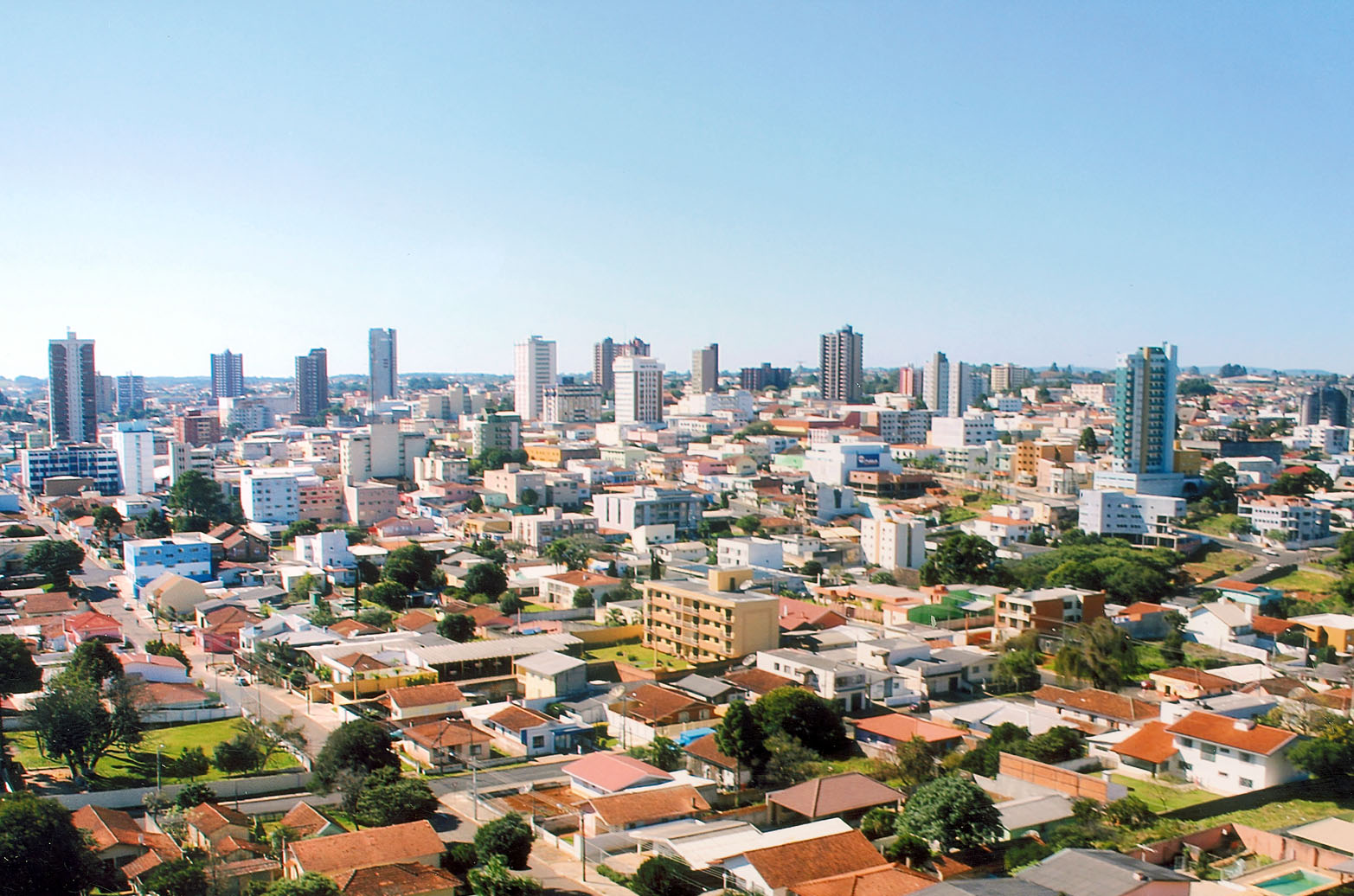
Guarapuava

## Municípios
| Posição | Município                | Região Imediata | População |
| ------- | ------------------------ | --------------- | --------- |
| 1       | Guarapuava               | Guarapuava      | 181.504   |
| 2       | Prudentópolis            | Guarapuava      | 52.241    |
| 3       | Pinhão                   | Guarapuava      | 32.397    |
| 4       | Pitanga                  | Pitanga         | 30.310    |
| 5       | Candói                   | Guarapuava      | 15.919    |
| 6       | Palmital                 | Pitanga         | 13.317    |
| 7       | Turvo                    | Guarapuava      | 13.269    |
| 8       | Cantagalo                | Guarapuava      | 13.215    |
| 9       | Inácio Martins           | Guarapuava      | 11.170    |
| 10      | Santa Maria do Oeste     | Pitanga         | 9.615     |
| 11      | Guaramiranga             | Guarapuava      | 8.769     |
| 12      | Reserva do Iguaçu        | Guarapuava      | 7.918     |
| 13      | Goioxim                  | Guarapuava      | 7.111     |
| 14      | Boa Ventura de São Roque | Pitanga         | 6.387     |
| 15      | Laranjal                 | Pitanga         | 5.873     |
| 16      | Nova Tebas               | Pitanga         | 5.852     |
| 17      | Foz do Jordão            | Guarapuava      | 4.676     |
| 18      | Campina do Simão         | Guarapuava      | 3.892     |
| 19      | Mato Rico                | Pitanga         | 3.292     |
| -       | Total                    | -               | 426.014   |

## Regiões imediatas por população
| Posição | Região Imediata | População |
| ------- | --------------- | --------- |
| 1       | Guarapuava      | 350.638   |
| 2       | Pitanga         | 75.376    |
| -       | Total           | 426.014   |

## Municípios por população por região imediata
As listas a seguir apresentam os municípios ranqueados de acordo com sua região imediata. Dados IBGE.

### Guarapuava
Lista de municípios da Região Geográfica Imediata de Guarapuava por população.
| Posição | Município         | População |
| ------- | ----------------- | --------- |
| 1       | Guarapuava        | 181.504   |
| 2       | Prudentópolis     | 52.241    |
| 3       | Pinhão            | 32.397    |
| 4       | Candói            | 15.919    |
| 5       | Turvo             | 13.269    |
| 6       | Cantagalo         | 13.215    |
| 7       | Inácio Martins    | 11.170    |
| 8       | Guaramiranga      | 8.769     |
| 9       | Reserva do Iguaçu | 7.918     |
| 10      | Goioxim           | 7.111     |
| 11      | Foz do Jordão     | 4.676     |
| 12      | Campina do Simão  | 3.892     |
| -       | Total             | 350.638   |

### Pitanga
Lista de municípios da Região Geográfica Imediata de Pitanga por população.
| Posição | Município                | População |
| ------- | ------------------------ | --------- |
| 1       | Pitanga                  | 30.310    |
| 2       | Palmital                 | 13.317    |
| 3       | Santa Maria do Oeste     | 9.615     |
| 4       | Boa Ventura de São Roque | 6.387     |
| 5       | Laranjal                 | 5.873     |
| 6       | Nova Tebas               | 5.852     |
| 7       | Mato Rico                | 3.292     |
| -       | Total                    | 75.376    |